# تورادویواتس
تورادویواتس (صربی: Tvrdojevac}} یک منطقهٔ مسکونی در صربستان است که در Ub Municipality واقع شده‌است.
 تورادویواتس ۸٫۵۶ کیلومتر مربع مساحت و ۳۲۳ نفر جمعیت دارد و ۱۰۷ متر بالاتر از سطح دریا واقع شده‌است.